# Egyptisch Museum (Caïro)

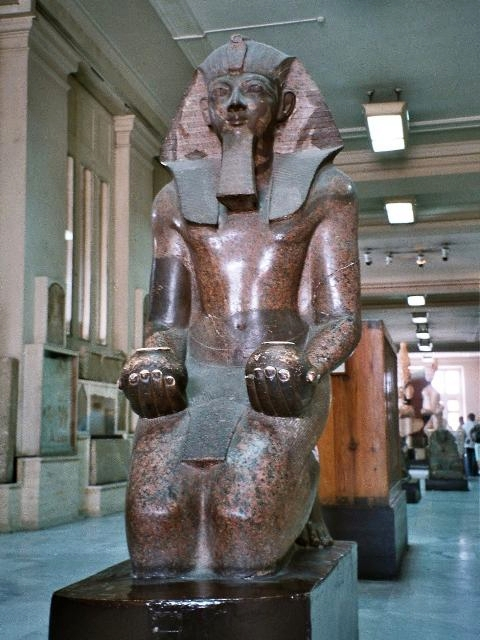
Beeld van farao Thoetmosis III, 18e dynastie

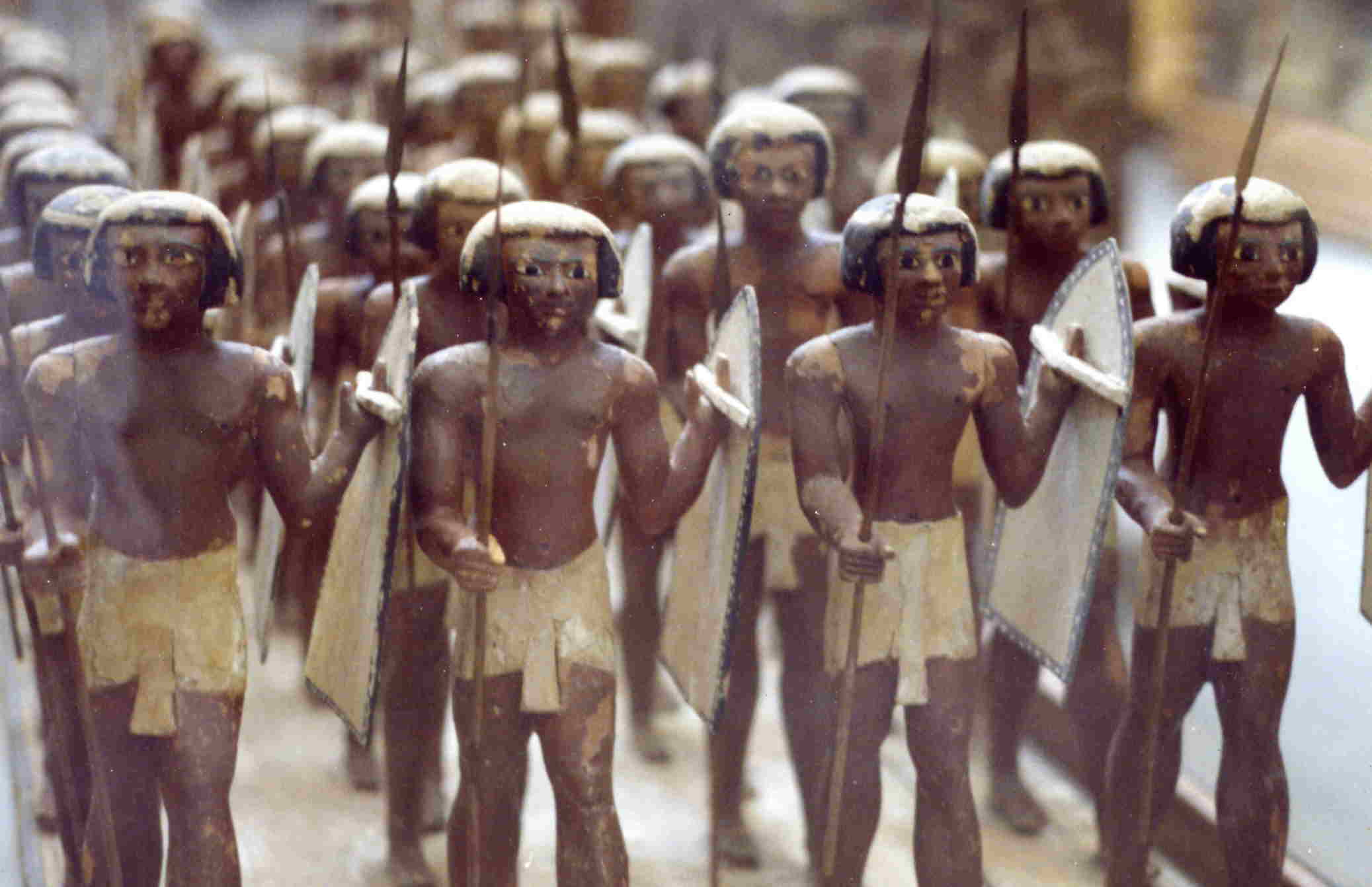
Beeldengroep van soldaten, 9e-10e dynastie

Het Museum der Egyptische oudheden (Arabisch: المتحف المصري) in de Egyptische hoofdstad Caïro, bij het grote publiek bekend als het Egyptisch Museum, is met 136.000 Oud-Egyptische items 's werelds grootste Egyptologisch museum. Het museum is overheidshalve ondergebracht bij het Supreme Council of Antiquities, een organisatie van het Egyptische ministerie ten behoeve van de Egyptische oudheid.
Het museum trok tot de tijdelijke sluiting in april 2021 gemiddeld jaarlijks ongeveer 2,5 miljoen bezoekers.

## Geschiedenis
Sinds 1835 werd een collectie artefacten uit het Oude Egypte door de Egyptische overheid verzameld en tentoongesteld in een bouwwerk bij de Ezbekiehtuinen in Cairo. De groeiende collectie verhuisde wegens plaatsgebrek naar de Saladincitadel van Cairo maar werd in 1855 bijna in zijn totaliteit geschonken door de Egytische regering aan aartshertog Maximiliaan van Oostenrijk, toen in zijn functie van opperbevelhebber van de österreichische Kriegsmarine. Deze collectie zou enkele decennia later bij de opening van het Kunsthistorisches Museum in Wenen heropduiken.
De collectie van het Egyptisch Museum is ontstaan met een verzameling van de vondsten die egyptoloog Auguste Mariette heeft gedaan, en werd in 1858 de basis van een nieuw museum in Cairo. Dit bouwwerk aan de oevers van de Nijl en de collectie werden getroffen in 1878 door waterschade nadat de stroom buiten zijn oevers trad. Vanaf 1880 was het museum ondergebracht in het voormalige paleis van kedive Isma'il Pasha, die door de Britten in 1879 was verdreven. In 1902 verhuisde het Egyptisch Museum naar het centrum van Caïro, naar een bouwwerk naar plannen van de Franse architect Marcel Dourgnon, gebouwd aan de noordzijde van het Tahrirplein tussen 1897 en 1902 door de Italiaanse bouwfirma Giuseppe Garozzo & Francesco Zaffrani.
Reeds in 2002 werd de beslissing genomen een deel van de belangrijkste collecties van het museum op termijn te verhuizen naar een nieuw gebouwde museumsite die meer plaats moest bieden, moest toelaten dat de collectie beter ontsloten werd en beter aansloot bij de toeristische werelderfgoedsite van de Necropolis van Gizeh bij Gizeh, een voorstad van Caïro enkele kilometers ten zuiden van het stadscentrum. Dat jaar werd een symbolische eerstesteenlegging georganiseerd, en een architectuurwedstrijd opgestart in het perspectief een decennium later het nieuwe bouwwerk in gebruik te kunnen nemen. Het resulterende Groot Egyptisch Museum zal ten vroegste in 2021 de deuren openen.
In 2011, tijdens protesten tegen president Moebarak, werd het museum geplunderd en verdwenen twee faraobeeldjes. Enkele tweeduizend jaar oude mummies werden bovendien beschadigd.
Op 3 april 2021 sloot het Egyptisch Museum tijdelijk de deuren, voor een reorganisatie en herinrichting van de tentoonstellingszalen na de verhuis van de koninklijke mummies, een belangrijk deel van de collectie, naar het Nationaal Museum van Egyptische Beschaving.

## Collecties
Het museum herbergt een aantal van de grootste schatten uit de Egyptische oudheid. Zo is de gehele inboedel van graf DK 62, het graf van farao Toetanchamon, in de instelling te vinden en werden tot april 2021 tal van mummies, waaronder die van Ramses II, tentoongesteld.  Op 3 april werden tweeëntwintig mummies van achttien koningen en vier koninginnen plechtig verhuisd van het Egyptisch Museum naar hun nieuwe locatie in het in 2021 ingehuldigde Nationaal Museum van Egyptische Beschaving.  Een ander belangrijk deel van de tentoongestelde kunstschatten, de Toetanchamoncollectie, verhuist na opening van het Groot Egyptisch Museum in Gizeh naar dat nieuwe museum.
Er is een onderverdeling te maken van kunst uit:
- Prehistorie
- Het Oude Rijk van Memphis
- Het Middenrijk
- Het Nieuwe Rijk
- Tell el Amarna
- De Ramessidentijd
- De Natijd
- Grieks-Romeinse periode

Voorbeelden uit het Oude Rijk van Memphis zijn:
- Beelden van Prins Rahotep en zijn gemalin prinses Nofret, begin 4e dynastie
- Beeld van koning Chefren in zwart dioriet, 4e dynastie
- Beeld koning Mycerinus tussen de godin Hathor en de godin van Diospolis Parva
- Kop van koning Userkaf, 4e dynastie
- Beeld van de Sheik el Beled, 5e dynastie
- Beeld van Ranofer, profeet van Ptah en Sokari, 5e dynastie
- Portretbeeld van Ti, 5e dynastie
- Beeld van de knielende schrijver, 5e dynastie
- Beeld van dienaar die een kruik wast, 5e dynastie
- Beeld van de dwerg Seneb met zijn gezin, 6e dynastie
- Sarcofaag van Ra-ur, 5e dynastie

Voorbeelden uit het Middenrijk zijn:
- Beeldengroep van Soldaten, 9e-10e dynastie
- Beeld van koning Neb-hetep-Ra, 11e dynastie
- Beeld van Sesostris I, 12e dynastie
- Beeld van Sfinx van Amenemhet III, 12e dynastie
- Portretbeeld van Amenemhet III, 12e dynastie

Voorbeelden uit het Nieuwe Rijk:
- Beeld Senmut met prinses Nefrura, 18e dynastie
- Beeld Farao Thoetmosis III, 18e dynastie
- Goudkleurig beeld van Koe uit Deir el-Bahari, 18e dynastie
- Tweede sarcofaag van koningin Merit Amon, 18e dynastie

Voorbeelden uit de Tell el Amarna:
- Kolossale beelden van Achnaton, 18e dynastie
- Beeld van koningin Nefertiti, 18e dynastie
- De gouden sarcofaag van Toetanchamon, 18e dynastie
- Beeld van Toetanchamon op het punt een harpoen te werpen, 18e dynastie
- Schrijn met de conopen van Toetanchamon, 18e dynastie
- Koffer met een schildering van Toetanchamon, 18e dynastie
- Goudkleurige Schrijn met de beelden van het koningspaar, 18e dynastie
- Goudkleurige Troon met Toetanchamon en de koningin, 18e dynastie